# 유럽너도밤나무

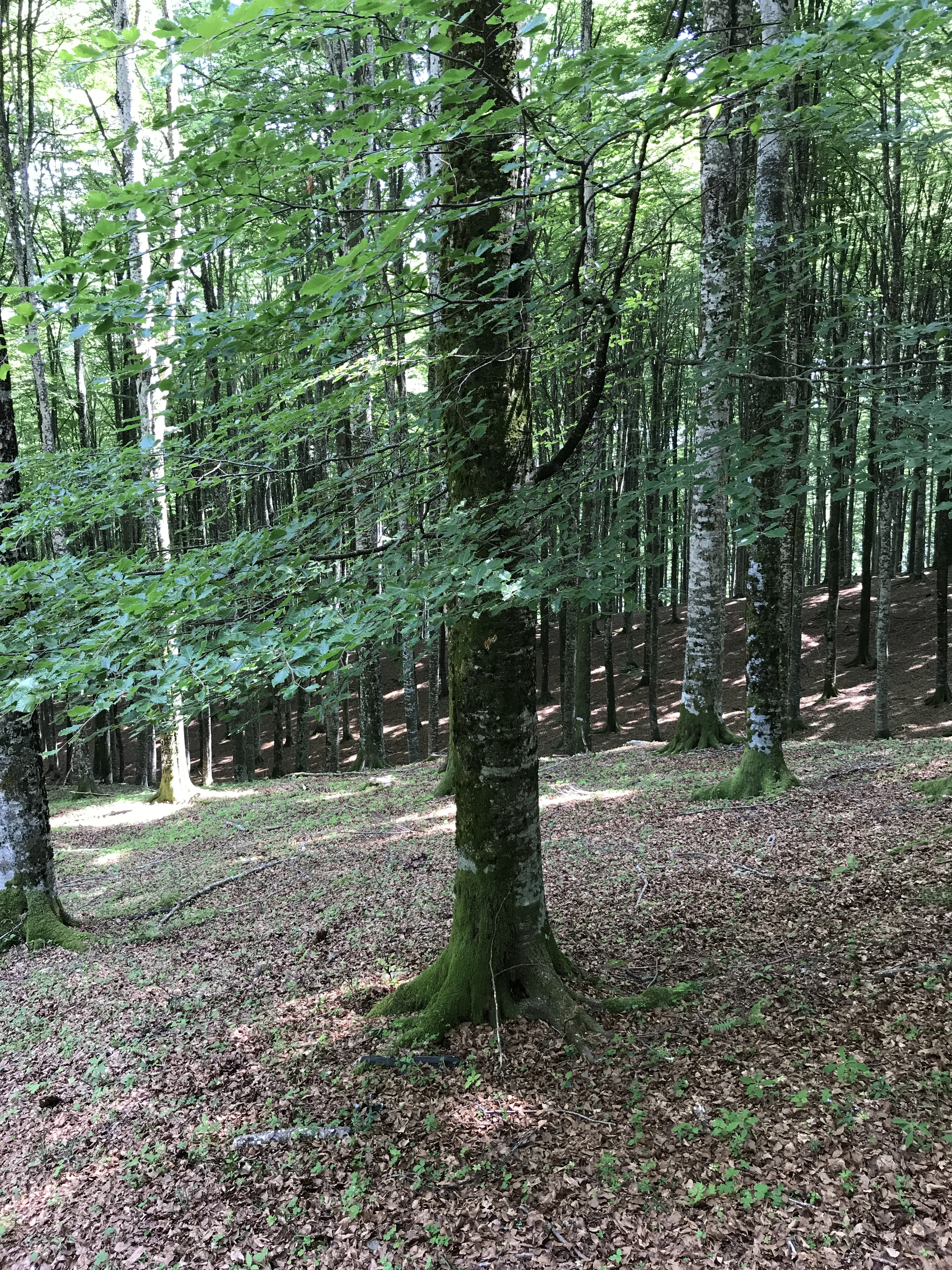
이탈리아

유럽너도밤나무(Fagus sylvatica), 개너도밤나무는 너도밤나무속 참나무과에 속하는 낙엽성 나무이다.
크기가 큰 나무로, 최대 50미터 높이까지 자랄 수 있으며 몸통 지름은 최대 3미터에 이를 수 있으나 일반적으로는 25~35미터 높이, 최대 1.5미터 몸통 지름을 나타낸다. 일반적인 수명은 150~200년이지만 최대 300년에 이르는 경우도 있다. 경작된 나무의 경우 보통 나이는 80~120년에 이른다. 완전한 성숙에 이르는 데에는 30년이 필요하다.
잎의 길이는 5~10센티미터, 너비는 3~7센티미터이다.

## 품종
- F. sylvatica[3]
- 'Dawyck'[4]
- 'Dawyck Gold'[5]
- 'Dawyck Purple'[6]
- 'Pendula' (weeping beech)[7]
- 'Riversii'[8]
- F. sylvatica var. heterophylla 'Aspleniifolia'[9]